# تپه کهنه‌کند ۱
تپه کهنه کند ۱ در شهرستان بوئین‌زهرا، بخش آبگرم، روستای سبزک واقع شده و این اثر در تاریخ ۱۹ اسفند ۱۳۸۰ با شمارهٔ ثبت ۴۸۳۳ به‌عنوان یکی از آثار ملی ایران به ثبت رسیده است.